# Ayser Vançin
 (mars 2010).
Si vous disposez d'ouvrages ou d'articles de référence ou si vous connaissez des sites web de qualité traitant du thème abordé ici, merci de compléter l'article en donnant les références utiles à sa vérifiabilité et en les liant à la section « Notes et références ».
Ayser Vançin est une hautboïste et compositrice et concertiste turque née à Istanbul, établie à Genève. 

## Biographie
Ayser Vançin a suivi des études de hautbois, piano, violon, harmonie et composition aux conservatoires d'Istanbul, au conservatoire de Genève et à l'École normale Supérieure de musique Alfred Cortot de Paris.
Sa carrière de hautbois-solo, débute au sein de l'Orchestre Symphonique de la Radio et à l'Orchestre d'État de l'opéra d'Istanbul dirigé alors par Gustav Kuhn. Elle joue sous la direction des chefs d'Orchestre tels que Mstislav Rostropovitch (dans le cadre des Rencontres musicales d'Évian, Charles Dutoit, Marcello Viotti et de Robert Wagner au Mozarteum de Salzbourg puis à l'Orchestre de la Radio de Nice et au Collégium Académicum de Genève. Elle participe aux concerts de la Radio France, de la Sorbonne et de l'Unesco, fait des tournées en Turquie, Espagne, France, Allemagne, Italie, Portugal, Canada, Finlande, Bosnie-Herzegovine, Croatie, Albanie, Sénégal, Madagascar, Algérie, Tunisie et au Maroc. 
Comme pédagogue, Ayser Vançin enseigne le hautbois et la musique de chambre dans différents conservatoires suisses donnant aussi des cours d'interprétation en France, Suisse et en Turquie. Chercheuse dans le domaine de l'enlacement de la parole à la musique, elle prête son concours aux activités culturelles des Universités de Genève, de Caen, d'Istanbul et d'autres universités en Turquie. Elle est lauréate des Concours internationaux de Stresa, du prix "Pierre Gianadda" de la Fondation Gianadda de Martigny, du Prix spécial du Lyceum international et du Prix de Meilleure Musica au Festival International de Théâtre de Zagora.  
Ses compositions de musique de chambre, ses chansons et ses pièces pour instruments solos sont éditées chez Phylloscopus Publications. En tant qu'interprète et compositeur, elle se produit dans le cadre des festivals pluridisciplinaires internationaux, collaborant avec des artistes des autres branches.

## Création de spectacles
- Nuage amoureux
- Vers à chanter, vers enchantés
- D'Exil en exil
- Chants de la paix
- Orient Express
- Chants de Nazim Hikmet
- Regard noir, langue de feu
- Chants du Levant, chants du Couchant...

## Discographie
- CIAM, Rêve d'Orient, avec Turgay Atamer
- Nuage amoureux, Vers à chanter, vers enchantés, avec Mathieu Chardet, le Trio Vançin et l'Ensemble instrumental du Léman

## Source
- Biographie d'Ayser Vançin sur le site artistasalfaix.com